# Ortoéster

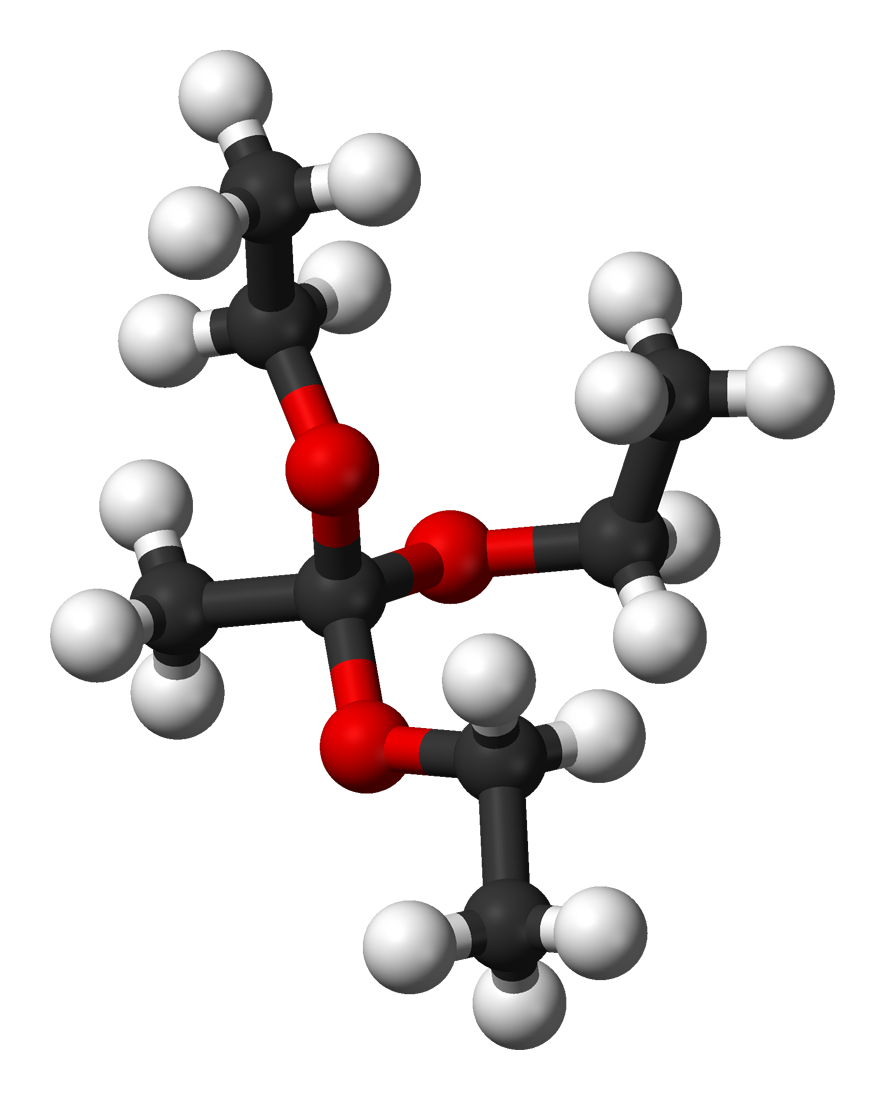
Modelo de bolas y palos del ortoacetato de etilo, un ortoéster.

En química orgánica, un ortoéster es un grupo funcional que contiene tres grupos alcoxi unidos a un solo átomo de carbono. El nombre también puede hacer referencia a cualquier compuesto orgánico que contenga este grupo funcional. Un ejemplo de ortoéster es el ortoacetato de etilo, CH3C(OCH2CH3)3, más correctamente conocido como 1,1,1-trietoxietano. Los ortoésteres son usados en síntesis orgánica como grupos protectores para los ésteres. Los ortoésteres pueden ser considerados como productos de la alquilación exhaustiva de los ácidos ortocarboxílicos inestables (los productos de la hidratación de los ácidos carboxílicos; ver también acetal).

## Reacciones

### Preparación
LOs ortoésteres pueden ser preparados por la reacción de los nitrilos con alcoholes bajo catálisis ácida:
RCN + 3 R’OH → RC(OR’)3 + NH3

### Hidrólisis
Los ortoésteres son hidrolizados rápidamente en medio ácido acuoso para formar ésteres:
RC(OR’) 3 + H2O → RCO2R’ + 2 R’OH
Por ejemplo, el ortoformato de trimetilo [CH(OCH3)3] puede ser hidrolizado (bajo condiciones ácidas) a metilformiato y metanol; y puede ser hidrolizado posteriormente (bajo condiciones alcalinas) a sales de ácido fórmico y metanol.